# تشانغ دان (لاعبة كرة الريشة)
تشانغ دان (بالصينية: 張丹) هي لاعبة كرة الريشة صينية، ولدت في 16 يناير 1982.

## وصلات خارجية
- تشانغ دان على موقع BWF.tournamentsoftware.com (الإنجليزية)
- تشانغ دان على موقع BWFbadminton.com (الإنجليزية)
- تشانغ دان على موقع اللجنة الأولمبية الصينية (الإنجليزية)